# Antonia Kidman
Antonia Kidman (* 14. Juli 1970 in Melbourne) ist eine australische Journalistin, Fernsehmoderatorin und Produzentin.

## Leben
Antonia Kidman wurde 1970 als jüngere der beiden Töchter des Psychologen Antony David Kidman (1938–2014) und der Erzieherin und Feministin Janelle Ann Kidman (1940–2024) geboren. Ihre drei Jahre ältere Schwester ist die Schauspielerin Nicole Kidman. Im Alter von zwei Jahren zog sie mit ihrer Familie nach Sydney, wo sie das Monte Sant’ Angelo Mercy College besuchte.
Ihre Karriere als Journalistin begann sie bei Nine Network’s Today. Später arbeitete sie als Reporterin für NBN Television. Kidmans lange zurückreichende Beziehung zu Foxtel ermöglichte ihr 2002 die Präsentation der Unterrichtsserie The Little Things. 2006 wurde die Reihe unter dem Titel The Bigger Things fortgesetzt. 2008 wurde sie zum zweiten Mal bei den ASTRA Awards als beliebteste weibliche Persönlichkeit ausgezeichnet. Sie engagiert sich auch gemeinnützig für einige Krankenhäuser und Stiftungen.
Ab Februar 1996 war sie mit Angus Hawley (1968–2015) verheiratet, von dem sie zwischen 1999 und 2007 zwei Töchter und zwei Söhne bekam. 2007 wurde die Ehe der beiden geschieden. Im September 2009 gab Antonia Kidman ihre Beziehung zu Craig Marran bekannt, den sie im April 2010 heiratete. Ihre gemeinsamen Söhne wurden im Dezember 2010 und 2012 geboren. Seinen derzeitigen Wohnsitz hat das Ehepaar in Singapur.

## Filmografie
- 1999: Premiere
- 2001: The Cover
- 2002: Cleo Bachelor 2002: Real Men Revealed
- 2002: The Little Things
- 2003: The Entertainment
- 2004–2005: Pink Ribbon TV
- 2006: From Here to Maternity
- 2006: The Bigger Things